# Jordan Devey
Jordan Devey (American Fork, 11 gennaio 1988) è un giocatore di football americano statunitense che gioca nel ruolo di offensive tackle per gli Oakland Raiders della National Football League (NFL). Al college giocò a football alla Memphis University.

## Carriera professionistica

### Baltimore Ravens
Dopo non essere stato scelto nel Draft 2013, Devey firmò coi Baltimore Ravens, venendo svincolato prima dell'inizio della stagione regolare.

### New England Patriots
Il 5 settembre 2013, Devey firmò coi New England Patriots, passando tutta la sua prima stagione nella squadra di allenamento. Nel 2014 fu promosso nel roster attivo, debuttando come professionista come titolare nella prima gara della stagione contro i Miami Dolphins.

### San Francisco 49ers
Nel 2015, Devey firmò coi San Francisco 49ers, dove nella sua unica stagione disputò 15 partite, di cui 9 come titolare.

### Kansas City Chiefs
Nel 2016, Devey firmò con i Kansas City Chiefs.

### Oakland Raiders
Nel 2019 Devey passò agli Oakland Raiders.

## Palmarès

### Franchigia
- Super Bowl : 1

New England Patriots: XLIX
- American Football Conference Championship: 1

New England Patriots: 2014